# 블레임: 인류멸망2011
《블레임 인류멸망2011 원제: 감염열도(感染列島 간센렛토[*])》은 2009년에 개봉한 일본 영화이다.

## 등장인물
- 마츠오카 츠요시 (츠마부키 사토시)
- 코바야시 에이코 (단 레이)
- 마나베 마사미 (이케와키 치즈루)
- 안도 카즈마 (사토 코이치)

## 줄거리
2년 후 지구상엔 아무것도 남지 않게 된다!!
2011년 도쿄 근교의 시립병원 응급센터. 의사 마츠오카 츠요시(츠마부키 사토시)는 고열증세로 입원한 환자를 단순 감기로 진단한다.
그러나 다음날 환자의 상태가 급변하면서 급기야 사망 이르고, 도쿄 곳곳에서 비슷한 증상의 환자들이 속출하면서 일본은 일대 혼란에 빠지게 된다.
이에 WHO 메디컬 담당자인 코바야시 에이코(단 레이)가 병원으로 파견되고, 그녀와 마츠오카는 함께 원인을 찾기 위해 고군분투한다.
사람들은 이것을 '블레임'이라 부르기 시작하고, 전대미문의 치사율과 감염속도로 일본은 물론 전 세계를 공포에 빠뜨리는데…

## 주제가
- 레미오로멘 〈夢の蕾〉